# 深夜迴
《深夜迴》是由日本一软件开发的恐怖遊戲，在PlayStation 4、PlayStation Vita、iOS App Store、Google Play和Steam平台发行。前作為《夜迴》，游戏於2015年在日本首次公告，隨後分別于2017年8月24日在日本、港台地区；2017年10月在欧美地区发售。
游戏于2018年10月在任天堂Switch平台与前作《夜迴》捆绑作为《Yomawari: The Long Night Collection》一同发售。但发售地區不含日本。

## 劇情
遊戲主角小學生小唯與小遙是一直很要好的朋友。小遙曾受山神迷惑遭遇危險，於是小唯冒險救出小遙，但小遙在之後卻失去了關於這件事的記憶，在這起事件中，小唯所養寵物狗之一小黑死亡。家人的變故，小黑的死亡，再加上好友小遙也要搬家遠離城鎮的消息，給她心理帶來巨大衝擊。於是小唯在脆弱之時受到山神迷惑，上吊自殺，在死前放掉了自己所養另一隻寵物茶子。
小遙與小唯生前曾約定一起去觀賞山上煙火大會，死後的小唯神智恢復，但不知道自己已經自殺。於是與小遙共赴煙火大會。在大會結束後天色已暗，兩人結伴下山時小遙聽見不尋常聲音，所以小唯前去查看，但是前往後許久沒有回應，兩人走散，在小唯家發現其並沒有回去才發覺小唯失蹤。
此時敘事由兩邊同時開始，小遙為找到小唯深夜出門尋找痕跡，小唯則總是在不知不覺中被送到各處，並也同樣一心找到小遙。在過程中小遙遇見了各式各樣的怪異，並知道了揮舞巨大剪刀曾經掌管姻緣，但落魄成為需要不斷剪斷肢體的鬼怪緣天尊、在城鎮角落洋館內的邪惡魔柱、以及在電車之內孤獨怕冷的小女孩等等，並在茶子的幫助下突破各種困難。
小唯則在另一邊經過各種地點，並發現自己在路途中似乎不同以往會吸引鬼怪，在茶子的帶領下與小遙相遇，但發現小遙無法看到自己於是得知自己以及死去。由於不知道自己死去的原因，於是決定返回山上查明真相，並留下書信。
小遙在看到書信後得知小唯死去非常難過，並決心要依然要找回小唯，於是同樣隨後上山，但在途中遇見了失去心智的小唯。最後到達山頂看到了小黑的墳墓以及留在墳墓上小唯生前的遺書傷心欲絕，此時山神趁機控制小遙神智前去同小唯一樣上吊尋短。此時如玩家遵照遊戲指令則小遙自殺，遊戲結束；如若反抗，在最後小遙會因無法忍受控制的聲音而呼叫出緣天尊，將山神的雕像剪破並留下剪刀。
雕像破碎後露出通往內部的洞口，小遙帶上剪刀進入山洞，並在途中回憶起小唯曾救過自己的事情。在最後依靠剪刀打敗了山神，並看到了小唯坐在一旁。小遙上前但小唯已經陷入瘋狂，紅色的絲線纏住了左手無法掙脫脫困，使用剪刀也於事無補，在最後選擇放棄時再度呼出緣天尊，緣天尊將小遙左手剪斷小遙失去左手但得以脫困，隨後體力不支倒下，此時小唯也恢復了理智。
最後小唯將小遙送下山，小唯選擇放手留下小遙自己獨自離開。小遙最終得救，在一段時間後，小遙去山上小遙自殺櫻樹前告別搬家並獻花。

## 評價
周刊Fami通平均評分為7.8/10。